# Pseudohadena espugnensis
Pseudohadena espugnensis är en fjärilsart som beskrevs av De Lajonquière 1964. Pseudohadena espugnensis ingår i släktet Pseudohadena och familjen nattflyn. Inga underarter finns listade.